# PROIN
O PROIN (Projeto Integrado) é um projeto da Universidade de São Paulo com o Arquivo do Estado de São Paulo. Focado na Ditadura Militar no Brasil, o site disponibiliza, entre outros conteúdos, documentos do DOPS de seu período de atuação. A procura no Inventário DEOPS inclui fichas policiais, fotografias, folhetos, livros e outros itens na época confiscados pelo DOPS. O site ainda disponibiliza outros materiais, incluindo uma seção para eventos.